# .uk
.uk는 영국의 국가 도메인이다. 국가 도메인은 ISO 3166-1 alpha-2에 의거해 만들어지는 게 일반적이지만, .uk는 예외적으로 여기에 따라 만들어진 도메인이 아니다. 영국의 ISO 코드를 따서 만든 .gb도 영국의 국가 도메인이지만 현재는 사용되지 않는다.
본래의 영국의 국가 도메인인 .gb가 있었음에도 .uk를 사용하게 된 것은, 과거에 있었던(현재는 폐기됨) JANET NRS의 주소 체계를 거꾸로 뒤집은 데에서 유래됐다. 한때 .uk를 .gb로 전환하려는 계획이 있었으나 실현되지 못하고 .uk가 영국의 국가 도메인으로 자리를 잡았다.

## 2단계 도메인
- .ac.uk - 학술(영국 대학교와 연구 기관)과 학회.
- .co.uk - 상업·일반.
- .gov.uk - 영국 정부(중앙·지방)
- .ltd.uk - 유한 회사(limited company)
- .me.uk - 개인
- .mod.uk - 영국 국방부, 영국군.
- .net.uk - ISP와 네트워크 회사.
- .nic.uk - 네트워크 전용.
- .nhs.uk - National Health Service.
- .org.uk - 비영리 기구.
- .plc.uk - 공영 유한 회사(public limited company).
- .police.uk - 경찰.
- .sch.uk - 학교(초·중등 교육 기관).

## 제안되었으나 생성이 거부된 2단계 도메인
- .soc.uk - 사회(社會).
- .me.uk - PDN version.
- .scot.uk - 스코틀랜드; 스코틀랜드의 인터넷 공동체로부터 지지를 받지 못해 등록하지 못하였다. 많은 스코틀랜드인들은 영국에서 독립된 국가 도메인의 생성을 희망하였다.(.sco를 참조).

## 개별적인 공공 시설
- .bl.uk와 .british-library.uk - 영국 도서관(British Library)
- .icnet.uk - 황립 암 연구 기금(Imperial Cancer Research Fund)
- .jet.uk - 조인트 유러피언 토러스(Joint European Torus)
- .nel.uk - 국립 공학 연구소(National Engineering Laboratory; 현재의 TÜV NEL)
- .nls.uk와 .national-library-scotland.uk - 스코틀랜드 국립 도서관(National Library of Scotland)
- .parliament.uk - 영국 의회 (참고: .scottish.parliament.uk는 스코틀랜드 의회 도메인임. 그러나 스코틀랜드 의회는 영국 의회에 소속되어 있지 않음)

## 사용 중단된 2단계 도메인
- .govt.uk - 정부. 현재는 .gov.uk로 대체됨.
- .orgn.uk - 비영리 조직. 현재는 .org.uk로 대체됨.
- .mil.uk - 국방부. 현재는 .mod.uk로 대체됨.
- .lea.uk - 지방 교육 당국.

## 참고 사항
- 영국의 또다른 국가 도메인이었던 .gb(Great Britain의 약자)는 현재 사용되지 않는다.
- 스코틀랜드(Scotland)와 웨일스(웨일스어: Cymru)에서는 자체적인 국가 도메인으로 각각 .sco, .cym을 제안하고 있다.
- 북아일랜드(Northern Ireland)는 연합주의(unionism)에 성향의 사이트들은 .uk을, 아일랜드 민족주의(nationalism)·공화주의(republicanism) 성향의 사이트들은 .ie(아일랜드 공화국의 국가 도메인)을 사용하는 경향이 있다.
- 한편 북아일랜드 지역의 영리 사이트들 중 일부는.co.ni를 사용한다. 그러나 본래 .ni는 니카라과의 국가 도메인이다.
- 영국의 속령(해외 영토, 왕실령)에는 각각 국가 도메인이 따로 있다.

## 같이 보기
- .gb
- .sco
- .cym
- .ni